# Ковтун Олена Миколаївна
Олена Миколаївна Ковтун (нар. 11 грудня 1964, Воронеж) — російський літературознавець, доктор філологічних наук, з 2003 року професор кафедри слов'янської філології філологічного факультету МДУ імені М. В. Ломоносова, завідувач кафедрою славістики та центральноєвропейських досліджень Російського державного гуманітарного університету. Член Союзу письменників Росії.
Відома як фантастикознавець, президент Асоціації дослідників фантастики.

## Біографія
У 1987 році О.Ковтун закінчила слов'янське відділення філологічного факультету МДУ імені М. В. Ломоносова зі спеціалізацією «чеська мова і література». А в 1990 році — аспірантуру кафедри слов'янської філології цього ж факультету. У 1991 році вона захистила кандидатську дисертацію «Функції умовності в художній системі Карела Чапека. Традиція Герберта Уеллса», а в 2000 році — докторську дисертацію «Типи і функції художньої умовності в європейській літературі першої половини XX століття».
На основі цієї дисертації нею написана монографія «Поетика надзвичайного: художні світи казки, утопії, притчи і міфу (на матеріалі європейської літератури першої половини XX століття)» (1999), навчальний посібник «Художній вимисел у літературі XX століття», випущене видавництвом «Вища школа» (2008). Представлена в цих роботах класифікація літературних творів, що містять фантастичне припущення, розроблена на основі аналізу європейської літератури, прийнята багатьма дослідниками фантастики Росії.

## Наукові інтереси
Сфера наукових інтересів Олени Ковтун — чеська і європейська література XX століття, фантастика в європейській літературі XIX-ХХ століть, художній вимисел як естетичне явище.
Читає такі курси лекцій: «Історія чеської літератури», «Історія та культура Чехії», спецкурси «Чеська фантастика XIX—XX ст. в загальноєвропейському контексті», «Творчість Карела і Йозефа Чапеків у контексті чеської літератури та культури першої половини XX ст.», «Чеська сатирична фантастика першої половини XX ст.», «Літературні „вершини“ XX століття: Я. Гашек — К. Чапек — Б. Грабал — М. Кундера», «Чеська і російська фантастика 1990-2000-х рр.», веде спецсемінари по чеській літературі XIX-ХХ століть.
З 1991 року О.Ковтун — вчений секретар Ради філології НМО (Навчально-методичного об'єднання) з класичної університетської освіти, бере участь у міжнародних проектах в рамках Болонського процесу, спрямованого на створення загальноєвропейського освітнього простору.

## Нагороди та премії
- 1998, 2000 рр. — подяки Міністерства освіти РФ за роботу зі структурної та змістовної реформи університетської освіти в Росії.
- 2009 — літературна премія імені Івана Єфремова за літературознавчі та критичні роботи (навчальний посібник для студентів вишів)